# 布羅諾 (密蘇里州)
布羅諾（英語：Bronaugh）是位於美國密蘇里州弗農縣的城市。

## 人口
根據2020年美國人口普查的數據，布羅諾的面積為0.75平方千米，當中陸地面積為0.74平方千米，而水域面積為0.01平方千米。當地共有人口163人，而人口密度為每平方千米217人。